# The Tamarind Seed
The Tamarind Seed (br.: Sementes de Tamarindo/pt.: A Semente de Tamarindo) é um filme anglo-americano de romance e espionagem de 1974 escrito e dirigido por Blake Edwards. Baseado no romance homônimo de 1971 de Evelyn Anthony. Foi o primeiro filme produzido pela Lorimar Productions. A trilha sonora é de John Barry.

## Elenco
- Julie Andrews...Judith Farrow
- Omar Sharif...Feodor Sverdlov
- Anthony Quayle...Jack Loder
- Dan O'Herlihy...Fergus Stephenson
- Sylvia Syms...Margaret Stephenson
- Oskar Homolka...General Golitsyn
- Bryan Marshall...George MacLeod
- David Baron...Richard Paterson
- Celia Bannerman...Rachel Paterson
- Roger Dann...coronel Moreau
- Sharon Duce...Sandy Mitchell
- George Mikell...Maj. Stukalov
- Kate O'Mara...Anna Skriabina
- Constantine Gregory...Dimitri Memenov
- John Sullivan...Primeiro agente da KGB
- Terence Plummer...Segundo agente da KGB
- Leslie Crawford...Terceiro agente da KGB
- Alexei Jawdokimov...Igor Kalinin
- Janet Henfrey...Funcionária da embaixada[1]

## Sinopse
Judith Farrow é uma secretária inglesa de órgão público que viaja em férias para Barbados após enviuvar e sofrer decepção amorosa com o amante casado, o ministro e capitão Richard Paterson. No hotel ela conhece Feodor Sverdlov, adido militar da embaixada soviética e vigiado de perto pelos agentes secretos britânicos, chefiados pelo astuto Jack Loder. Feodor conta a Judith a lenda local das sementes de tamarindo, que possuem o formato que lembram uma cabeça humana. Quando sabe dos encontros de Judith e Feodor, Loder imediatamente suspeita que os soviéticos sabem do caso dela com o ministro e pretendem chantageá-la para que espione para eles e passa a vigiá-la também. Ao mesmo tempo a Inteligência Britânica está empenhada em descobrir quem é o misterioso espião comunista conhecido como "Azul".

## Produção
O romance foi publicado em 1971.
A produção foi parcialmente financiada por Sir Lew Grade como parte de um acordo para dois filmes e o compromisso de Andrews para apresentar um programa de TV (O outro filme seria Trilby.).
Foi o primeiro filme de Julie Andrews depois de quatro anos, desde Darling Lili. Durante esse tempo ela estava casada com Blake Edwards e se concentrou em cuidar dos filhos.
"É um filme bonito" disse Andrews. "É bem apropriado para minha volta".

### Locações
The Tamarind Seed teve locações em Barbados, Eaton Square, Belgravia em Londres, Inglaterra e  Paris, França.

## Recepção
- O filme recebeu um Royal Command Performance[7]
- Lew Grade disse que o filme foi bem nas bilheterias mas ele teve que se esforçar para arrecadar muito pois  Blake Edwards e Julie Andrews retiveram grandes percentagens dos lucros (Andrews tinha 10% e  Edwards 5% sobre o total das bilheterias).[3]
- Na resenha de 1974 do Movietone News, Kathleen Murphy escreveu que o filme era um bom exemplar do conceito de "comunidade de dois" num cenário de complexas forças internacionais travando a Guerra fria [8] Murphy escreveu:

Citação: Caracteristicamente, o último bastião da estabilidade e decência reside na comunidade de dois, amantes cuja lealdade e comprometimento com o outro podem momentaneamente transcender— mas em última análise e superficialmente feito como jogos da Guerra Fria. Os jogos por si só estão se tornando familiar e previsivelmente niilista: significa que recursos são gastos para atingir fins cujos custos  importam apenas para guarda-livros desconhecidos que controlam passivos e ativos com a espionagem internacional. ... O sistema mata—pelo confronto moral, ou violentamente, fisicamente—mas sempre há a abstração da segurança internacional ser melhor protegida por uma terrível despesa e desperdício de recursos humanos. Ao rebaixar a moeda moral que permite a homens e mulheres negociarem um com outro com um mínimo de confiança ou afeição, o mundo fica seguro para ... bem, não para pessoas mas... alguma coisa
Murphy conclui que The Tamarind Seed volta ao gênero da "comunidade de dois" dentro de um genuíno artigo com "mudanças e remodelagens em nosso modo de pensar, sentir e ver". No lugar, uma "nova percepção de realidade" transcende o confinamento do cinema e faz o caminho "mais ou menos definido, e menos compreensível, no território de nossas vidas".

## Indicações a prêmios
- Sylvia Syms foi indicada ao BAFTA de melhor atriz coadjuvante em cinema [9]